# Supercoupe d'Islande féminine de football
La Supercoupe d'Islande de football féminin est une compétition de football créée en 1992.
Le trophée se joue sur un match unique entre le champion d'Islande et le vainqueur de la Coupe d'Islande de football.
Ce match se déroule traditionnellement début mai, quelques jours avant le début du championnat.

## Palmarès
- 1992 - ÍA Akranes
- 1993 - Breiðablik Kopavogur
- 1994 - KR Reykjavik
- 1995 - KR Reykjavik
- 1996 (printemps) - Breiðablik Kopavogur
- 1996 (automne) - Breiðablik Kopavogur
- 1997 - KR Reykjavik
- 1998 - Breiðablik Kopavogur
- De 1999 à 2002 - Non disputée
- 2003 - Breiðablik Kopavogur
- 2004 - Valur Reykjavík
- 2005 - Valur Reykjavík
- 2006 - Breiðablik Kopavogur
- 2007 - Valur Reykjavík
- 2008 - Valur Reykjavík
- 2009 - Valur Reykjavík
- 2010 - Valur Reykjavík
- 2011 - Valur Reykjavík
- 2012 - Stjarnan
- 2013 - Thór Akureyri
- 2014 - Breiðablik Kopavogur
- 2015 - Stjarnan
- 2016 - Breiðablik Kopavogur
- 2017 - Breiðablik Kopavogur
- 2018 - Thór Akureyri
- 2019 - Breiðablik Kopavogur
- 2020 - UMF Selfoss
- 2021 - Non disputée
- 2022 - Valur Reykjavik
- 2023 - Stjarnan
- 2024 - Víkingur Reykjavik

## Bilan par club
| Club                                      | Nombre de titres |
| Breiðablik Kopavogur                      | 10               |
| Valur Reykjavik                           | 8                |
| KR Reykjavik                              | 3                |
| Stjarnan Thór Akureyri                    | 2                |
| ÍA Akranes UMF Selfoss Víkingur Reykjavik | 1                |

## Source
- (is) KSI